# انقلاب سدر
انقلاب سدر (عربی: ثورة الأرز؛ ۱۴ مارس ۲۰۰۵–۲۷ آوریل ۲۰۰۵) شامل مجموعه ای از تظاهرات مردمی و مدنی در لبنان، به ویژه در پایتخت آن در بیروت است، پس از ترور رفیق حریری نخست‌وزیر پیشین در ۱۴ فوریه ۲۰۰۵ به وقوع پیوست. گرچه اکنون به عنوان انقلاب سدر شناخته می‌شود، ولی به عنوان قیام استقلال شناخته شده است.

اهداف اصلی انقلاب عبارت بودند از: خروج نیروهای سوریه از لبنان، تشکیل یک کمیسیون بین‌المللی برای تحقیق در مورد ترور نخست‌وزیر، رفیق حریری، استعفای مقامات امنیت عمومی در کشور و سازماندهی انتخابات پارلمانی آزاد. تظاهرکنندگان همچنین خواستار پایان نفوذ سوریه در لبنان شدند.

## اهداف
هدف اصلی این تظاهرات، پایان دادن به حضور نظامی ۳۰ ساله سوریه از سال ۱۹۷۶ در قلمرو لبنان بود و همچنین خواستار بازگشت نخست‌وزیر سابق میشل عون و آزادی فرمانده نیروهای لبنانی سمیر جعجع به عنوان یکی از اهداف انقلاب بود.
اهداف انقلاب همچنین شامل چندین موضوع دیگر از جمله موارد زیر بود:
1. متحد کردن همه لبنان در مبارزه برای آزادی و استقلال
2. سرنگونی هواداران دولت سوریه در داخل لبنان.
3. اخراج فرماندهان امنیت عمومی کشور و همچنین دادستان کل.
4. اجرای خروج کامل نیروهای سوری و تجهیزات امنیتی از لبنان.
5. افشاء قاتلان رفیق حریری، نخست‌وزیر سابق.
6. برگزاری انتخابات آزاد و سالم پارلمانی در بهار سال ۲۰۰۵[۴][۵]

## نتیجه قیام
نیروی سوریه در لبنان حدود ۱۴٬۰۰۰ سرباز بود که علاوه بر آن شامل عناصر اطلاعاتی در داخل لبنان می‌شد، پس از فشار آمریکا و فرانسه به سوریه، نیروهای سوری از لبنان در ۲۷ آوریل ۲۰۰۵ عقب‌نشینی کردند.
مخالفان در این تظاهرات، رنگ قرمز و سفید را به نمایش گذاشتند و وفاداران نخست‌وزیر رفیق حریری به رنگ آبی مشخص می‌شدند.

## ریشه نامگذاری
نام «انقلاب سدر» اصطلاحی است که لبنان را زیر پرچم میهن متحد کرده است. کلمه سدر به نماد ملی لبنانی، اشاره به درخت سدر دارد.
گروه‌های مدنی و سازمان‌های شرکت کننده:
- ائتلاف قرنه شهوان.
- شهروندان برای لبنان آزاد: سازمان‌های غیردولتی.
- مرکز دموکراسی لبنان: سازمان‌های غیردولتی جنبش مردمی.
- سازمان جهانی معتقدین به دموکراسی: یک گروه متشکل از داوطلبان با از مذاهب متعدد.[۶][۷]

## احزاب سیاسی شرکت کننده
- جریان آینده
- جنبش آزاد میهن پرستانه
- نیروهای لبنانی
- حزب فالانژ لبنان
- حزب سوسیالیست پیشرو
- جنبش تجدید دموکراتیک
- جنبش چپ دموکراتیک
- حزب لیبرال ملی
- فراکسیون ملی لبنان[۸][۹]